# Verdrag van Rapallo (1920)

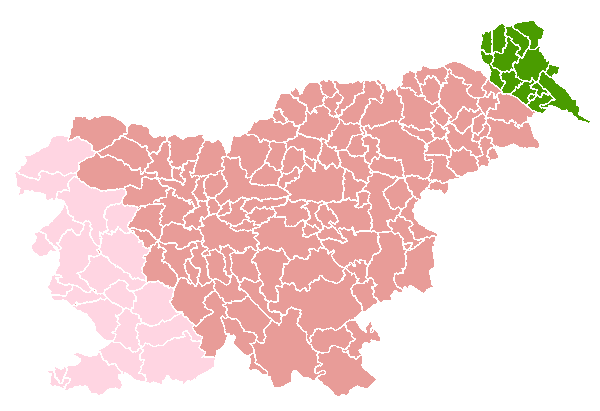
Huidige Slovenië met de grenzen van Rapallo in 1920.
Italiaans (1918)-1920
Hongaars tot 1919

Het Verdrag van Rapallo is een verdrag dat werd gesloten op 12 november 1920 tussen Italië en het nieuw ontstane Koninkrijk van Serven, Kroaten en Slovenen (Joegoslavië). Het verdrag is genoemd naar de Italiaanse badplaats Rapallo bij Genua, waar het gesloten werd en vormt één van de verdragen waarmee de Eerste Wereldoorlog werd afgesloten. 
In dit verdrag werd de oostelijke grens van Italië en haar invloedssfeer in de Adriatische Zee vastgelegd. Het Verdrag van Rapallo is een uitvloeisel van het tijdens de oorlog gesloten geheime Pact van Londen (1915), waarin Italië delen van de Adriatische kust, die toen aan Oostenrijk-Hongarije behoorden, beloofd werd. Dit hield echter geen rekening met het uiteenvallen van Oostenrijk-Hongarije op het einde van de oorlog. In de vredesverdragen van Saint-Germain (met Oostenrijk) en Trianon (met Hongarije) werd geen overeenstemming bereikt over het verloop van de grens tussen Italië en Joegoslavië. Een derde deel van het door Slovenen bewoonde gebied, Istrië en een deel van Dalmatië kwam aan Italië. In ruil hiervoor werd Joegoslavië door Italië erkend.

## Omstandigheden
Op de vredesonderhandelingen in Parijs in 1919 kon geen resultaat bereikt worden over de toekomstige Joegoslavische staat en de Italiaanse gebiedseisen. Daarbij beriep Italië zich op de geheime afspraken uit het Pact van Londen, waarin Italië gebieden uit Oostenrijk-Hongarije waren beloofd. De Amerikaanse president Wilson erkende dit pact niet. Om deze redenen werden de open kwesties verdaagd tot later datum. Bovendien werd bepaald dat Italië en het Joegoslavische koninkrijk de zaken in bilateraal overleg zouden oplossen.
Na de wapenstilstand van november 1918 hadden Italiaanse troepen reeds verschillende gebiedsdelen bezet, zoals Triëst en Gorizia. Op 12 september 1919 bezette Gabriele D'Annunzio met zijn irredentisten Rijeka (Fiume) en vestigde er een eigen bestuur.

## Grenstrekking
Het grensverloop volgens het Verdrag van Rapallo overtrof de beloften uit het Pact van Londen aan Italië. Vanuit het volgens het Verdrag van Saint-Germain aan Italië behorende Val Canale werd een lijn getrokken via de Mangrt bij Bovec - Triglav - Blegoš - Hotedrščica – Planina pri Rakeku (nabij Postojna) – Snežnik en verder naar Rijeka. Daarnaast werden de eilanden Srakane, Unije, Cres, Lošinj, Lastovo, Palagruža Italiaans gebied, evenals de Dalmatische stad Zadar. In 1924 kwam Rijeka daar als gevolg van het Verdrag van Rome (1924) bij. Tussen 1920 en 1924 was Rijeka een onafhankelijke staat onder de naam Vrijstaat Fiume.